# Сонин, Николай Яковлевич
Николай Яковлевич Сонин (1849 — 14 [27] февраля 1915, Петроград) — русский математик, ординарный профессор, декан физико-математического факультета и и. д. ректора Варшавского университета (1885 и 1890); академик Императорской Академии наук (1893), попечитель Петербургского учебного округа (1899—1901). Тайный советник.

## Биография
Родился 10 (22) февраля 1849 года; происходил из старинного дворянского рода Сониных Тульской губернии. В раннем детстве был привезён в Москву, где и жил до 1872 года. В 1865 году с золотой медалью окончил 4-ю Московскую гимназию и поступил в Московский университет; в 1869 году окончил физико-математический факультет со степенью кандидата и с золотой медалью за сочинение на тему: «Теория функций комплексного переменного».
В 1871 году защитил диссертацию на степень магистра чистой математики под названием: «О разложении функций в бесконечные ряды». Диссертация эта была посвящена объединению и обобщению результатов, полученных Гейне и К. Нейманом относительно разложения дроби {\displaystyle {\frac {1}{a-z}}} по сферическим и цилиндрическим функциям. В 1874 году был удостоен степени доктора чистой математики за диссертацию: «Об интегрировании уравнений с частными производными второго порядка». В этой диссертации впервые был решён вопрос о существовании общего интеграла первого порядка и приведён в окончательную форму способ интеграции, предложенный Дарбу.
В 1872 году он был командирован за границу, но, будучи назначен в мае того же года приват-доцентом в Императорский Варшавский университет, воспользовался командировкой лишь в 1873/1874 учебном году. За границей жил почти все время в Париже, где слушал лекции Лиувилля, Эрмита, Бертрана, Серре и Дарбу.
В Варшавском университете сначала занимал должность доцента (1872), потом (1877) экстраординарного и, наконец (1879), ординарного профессора.
Преподавательская деятельность Николая Яковлевича, начатая в 1871 году на женских курсах при 3-й Московской гимназии, протекала затем в течение 20 лет в Варшавском университете, до 1893 года. В том же университете он состоял деканом физико-математического факультета в течение 6 лет.
С 22 декабря 1889 года имел чин действительного статского советника.
В 1890 году он получил от Академии наук премию имени В. Я. Буняковского за представленный сборник статей. В 1891 году Н. Я. Сонин был избран членом-корреспондентом, а в 1893 году — ординарным академиком Императорской академии наук на место В. Я. Буняковского и в 1894 году переселился в Петербург. Здесь он читал лекции на Высших женских курсах и в Санкт-Петербургском университете на правах приват-доцента. Был членом Санкт-Петербургского математического общества.
В течение 8 лет (1892—1899) он назначался председателем испытательных университетских комиссий в различных городах России. В 1899 году, по настойчивому предложению министра народного просвещения Н. П. Боголепова, он принял должность попечителя Петербургского учебного округа, которую и занимал до 1901 года; в 1900 году был произведён в тайные советники.
С 1901 года, в течение 14 лет, до самой кончины, занимал пост председателя Учёного комитета Министерства народного просвещения и члена Совета министра.
Умер 14 (27) февраля 1915 года в Петрограде; отпевание состоялось в церкви Воскресения Христова (Михаила Архангела) в Малой Коломне.

## Научный вклад
Первый труд: «О дифференцировании с произвольным указателем» был сообщен в 1869 г. на II съезде русских естествоиспытателей и врачей в Москве («Математический Сборник», т. VI).
В статье «Rechercbes sur les fonctions cylindriques» («Mathematische Annalen», 1879) выведены замечательные прерывные интегралы с цилиндрическими функциями и выполнено интегрирование гипергеометрического уравнения при помощи цилиндрических функций. В статье «Об одной формуле приведения кратных интегралов» («Варш. Ун. Изв.», 1889) представлено обобщение известной формулы Каталана, и благодаря её систематическому развитию оказалось возможным привести множество кратных интегралов к простым. В статье «О некоторых неравенствах, относящихся к определённым интегралам» («Mém. de l’Acad. de St.-Petersb.» 1898), указано происхождение и истинное место в теории определённых интегралов некоторым неравенствам, выведенным П. Л. Чебышёвым, которые к тому же значительно обобщены.
Другие научные труды Сонина
- в «Математическом Сборнике» — об интегр. полного ур. {\displaystyle (A+Cz)dx+(B+Dz)dy+Edz=0} (т. VI) и о привед. одного кратн. интеграла (т. XIV);
- в «Варш. Унив. Изв.» — об интегрируемости выражений содержащих неопределенные функции (1875), обобщение принципа последнего множителя (1875), о распространении тепла в кристаллах (1878), об одном инт. содержащем числовую функцию [x] (1885), о числовых тождествах и их приложении к учению о беск. рядах (1885), о максимальных и минимальных свойствах плоских кривых (1886), о прибл. вычисл. определ. интегралов и о входящих при этом целых функциях (1887), о Бернуллиевых полиномах и их приложениях (1888), о приведении одного кратн. инт. (1889), о прерывной функции [х] и её применениях (1889), о представлении логарифма и Эйлерова пост. опред. интегралом (1889) и об остатке формулы Тэлёра (1891); в «Записках Новороссийск. Общ. Естеств.» — «Обобщение одной формулы Абеля» (1879 и «Acta Math.», 1884), две статьи «Об одной задаче вариац. исч.» (1884 и 1885);
- в «Протоколах Варш. Общ. Естеств.» за 1889, 1890 и 1891 г. несколько кратких заметок;
- в «Изв. Акад. Наук» — о производных высших порядков (1894), заметка по поводу письма П. Л. Чебышёва к С. В. Ковалевской (1895), две статьи об уравн. {\displaystyle {\frac {dy}{dx}}=1+{\frac {R(x)}{y}}} (1895), ряд Ивана Бернулли (эпизод из истории матем.) (1897), об интегр. дифференциалов содержащих кубичный корень (1900);
- в «Записках Академии Наук» — о точности определения предельных величин интегралов (1892), «Sur l’intégrale{\displaystyle \int _{a}^{b}{\frac {F(x)\,dx}{z-x}}}» (1892);
- в иностранных изданиях — «Sur un théorème de Gauss» («Bull. de la soc. math. de France», т. VIII), «Sur les termes complémentaires de la formule d’Euler et de celle de Stirling» («Comptes rendus de l’Acad. de Paris», 1889), «Extrait d’une lettre à M. Hermite» («Ann. de l’Ec. Normale» 1889), «Sur les polynomes de Bernoulli» («Journ. f. Math.», т. 116). В работах о дополнительных членах формул Эйлера и Стирлинга впервые выведены низшие пределы величин этих дополнительных членов в различных формах, одна из которых обязана своим происхождением вызову, сделанному автору по этому предмету знаменитым парижским академиком Эрмитом.

Н. Я Сонину принадлежат около 50 учёных трудов, стяжавших ему известность в России и Европе. Последний его труд «Этюды по элементарной математике», который был издан под псевдонимом «Н.Ниносъ» в 1913 году и доступен пониманию даже ученикам гимназий.

## Награды
- орден Св. Станислава 2-й ст. (1881).
- орден Св. Анны 2-й ст. (1883).
- орден Св. Владимира 4-й ст. (1887).
- Орден Св. Владимира 3-й ст.
- Орден Св. Станислава 1-й ст. (1896).
- Орден Св. Анны 1-й ст. (1903).
- Орден Св. Владимира 2-й ст. (1905).
- Орден Белого орла (1910).